# Veli Planik
Veli Planik är ett berg i Kroatien. Det ligger i länet Istrien, i den västra delen av landet, 150 km väster om huvudstaden Zagreb. Toppen på Veli Planik är 1 272 meter över havet.